# IC 1713
IC 1713 је појединачна звијезда у сазвјежђу Троугао која се налази на листи објеката дубоког неба у Индекс каталогу.
Деклинација објекта је + 35° 19' 30" а ректасцензија 1h 32m 43,7s.